# 金物
金物（かなもの）とは、金属製の器具・道具のこと。伝統的なものは特に金工品（きんこうひん）ともいう。
主なものとして鍋・包丁・さじ・鎖などがある。また、金具も含まれる。

## 主な特産地
- 岩手県盛岡市・奥州市 （南部鉄器）
- 新潟県三条市 （包丁・工具）
- 富山県高岡市 （高岡銅器）
- 福井県越前市 （越前打刃物）
- 岐阜県関市　(刃物、特に剃刀)
- 大阪府堺市 （堺打刃物）
- 兵庫県三木市・小野市 （播州三木打刃物、主に大工道具）
- 高知県香美市 （土佐打刃物）
- 熊本県人吉市・八代市 （刃物、肥後鐔など）

など多数。

## 金物を扱った資料館等
- 堺HAMONOミュージアム（堺刃物伝統産業会館）
- 三木市立金物資料館
- フェザーミュージアム

など多数。